# Programa Intasat
El Programa Intasat fue un programa gubernamental español desarrollado por el INTA  con el objetivo de capacitar a las empresas y al propio INTA en las tecnologías espaciales. Como parte de este programa se desarrolló el primer satélite artificial científico español, llamado Intasat-1, lanzado el 15 de noviembre de 1974 en un cohete Delta desde la Base de la Fuerza Aérea Vandenberg en California y con una vida útil de dos años, transportaba un faro ionosférico, experimento que la NASA consideró de mayor interés general que el estudio de rayos gamma previsto inicialmente. 

## Historia
El programa comenzó en 1968, a partir de una iniciativa del Instituto Nacional de Técnica Aeroespacial (INTA). Participaron en el programa, además del INTA, Hawker Siddeley Dynamics (HSD) y Standard Eléctrica S.A., siendo los jefes de programa españoles Jose Luis Sagredo, responsable del experimento Ionospheric Beacon, y José María Dorado, responsable de las otras tareas. Realizó el viaje a Estados Unidos para su lanzamiento en un vuelo regular y entró en el país como valija diplomática. 
Fue lanzado el 15 de noviembre de 1974 en el cohete Delta 2310 (serie 2000) desde la Base de la Fuerza Aérea Vandenberg en California usando la plataforma oeste (SLC-2W). En el mismo lanzamiento se lanzó el satélite NOA 4.
Su sistema de temporizador apagó la nave espacial al cabo de 2 años, entre el 5 y 6 de octubre de 1976.
El Intasat-1 costó 185 millones de pesetas, de los cuales 123 millones habían sido aportados por la CONIE. Tras el éxito de la primera misión se propuso el lanzamiento de un Intasat-2 pero las limitaciones presupuestarias lo hicieron imposible. La sucesiva disminución del presupuesto para actividades espaciales nacionales alcanzó en 1982 un punto extraordinariamente bajo, apenas 70 millones de pesetas.

## Características del satélite
El satélite Intasat-1 era un prisma recto de 12 lados, 44,2 cm en las esquinas opuestas, 41 cm de alto y con una masa de 24,5 kg. Contaba con antenas de baliza que se extendieron a lo largo del eje de giro durante unos 175 cm desde el centro de ambos extremos del satélite y con cuatro antenas de telemetría de 49 cm extendidas en diagonal hacia afuera. El imán de control de actitud con barras de amortiguación proporcionó alineación con el vector de campo magnético local durante las 2 semanas posteriores al lanzamiento. El sistema de alimentación de 16 voltios fue operado por 12 baterías de níquel-cadmio cargadas por paneles solares en los lados del satélite. Su órbita era sincrónica al Sol, con el cruce del ecuador inicialmente ocurriendo al mediodía y medianoche hora local.

## Experimentos
El Intasat-1 contenía un único experimento científico:
- Faro Ionosférico que transmite, simultáneamente, señales de 40 y 41 MHz, linealmente polarizadas.[14] A través de los experimentos realizados se pudo calcular el contenido total de electrones a lo largo de la trayectoria del satélite y se observaron irregularidades y centelleos ionosféricos.[15] Unos 40 observadores terrestres utilizaron el experimento para el estudio ionosférico.[13]